# Trachylepis bensonii
Trachylepis bensonii är en ödleart som beskrevs av  Peters 1867. Trachylepis bensonii ingår i släktet Trachylepis och familjen skinkar. IUCN kategoriserar arten globalt som otillräckligt studerad. Inga underarter finns listade i Catalogue of Life.